# Krzysztof Tomasiak
Krzysztof Tomasiak (ur. 3 kwietnia 1990) – polski lekkoatleta specjalizujący się w skoku w dal.
W 2009 odpadł w eliminacjach podczas mistrzostw Europy juniorów.
Medalista mistrzostw Polski seniorów – ma na koncie srebrny medal (Gorzów Wielkopolski 2023) oraz brązowy medal (Bielsko-Biała 2010). Stawał na podium juniorskich mistrzostw kraju oraz dwukrotnie zdobywał medale młodzieżowych mistrzostw Polski – srebrny (Kraków 2010) i brązowy (Gdańsk 2011).
Rekordy życiowe: stadion – 7,84 (13 czerwca 2015, Kraków); hala – 7,70 (8 lutego 2014, Spała). 

## Osiągnięcia
| Rok  | Impreza                     | Miejsce  | Pozycja           | Wynik | Źródła |
| ---- | --------------------------- | -------- | ----------------- | ----- | ------ |
| 2009 | Mistrzostwa Europy juniorów | Nowy Sad | el. – 13. miejsce | 7,37  | [ 1 ]  |